# Comuna Dmîtrovîci, Mostîska
Dmîtrovîci (în ucraineană Дмитровичі) este o comună în raionul Mostîska, regiunea Liov, Ucraina, formată din satele Dmîtrovîci (reședința), Volostkiv, Zahorodî și Zaricicea.

## Demografie
Componența lingvistică a comunei Dmîtrovîci
     Ucraineană (99,93%)
     Alte limbi (0,07%)
Conform recensământului din 2001, majoritatea populației comunei Dmîtrovîci era vorbitoare de ucraineană (99,93%), existând în minoritate și vorbitori de alte limbi.